# Parc Țaul
El parc Țaul es troba a les proximitats del poble de Țaul, districte de Dondușeni de la República de Moldàvia. Té una superfície de 46,2 ha i es troba a pocs quilòmetres de la ciutat de Dondușeni i a uns 200 km de Chisinau.
És una àrea protegida de la República de Moldàvia, que representa un monument d'arquitectura paisatgística. Està sota l'administració de l'ajuntament del poble de Țaul.

## Història

### Pròleg

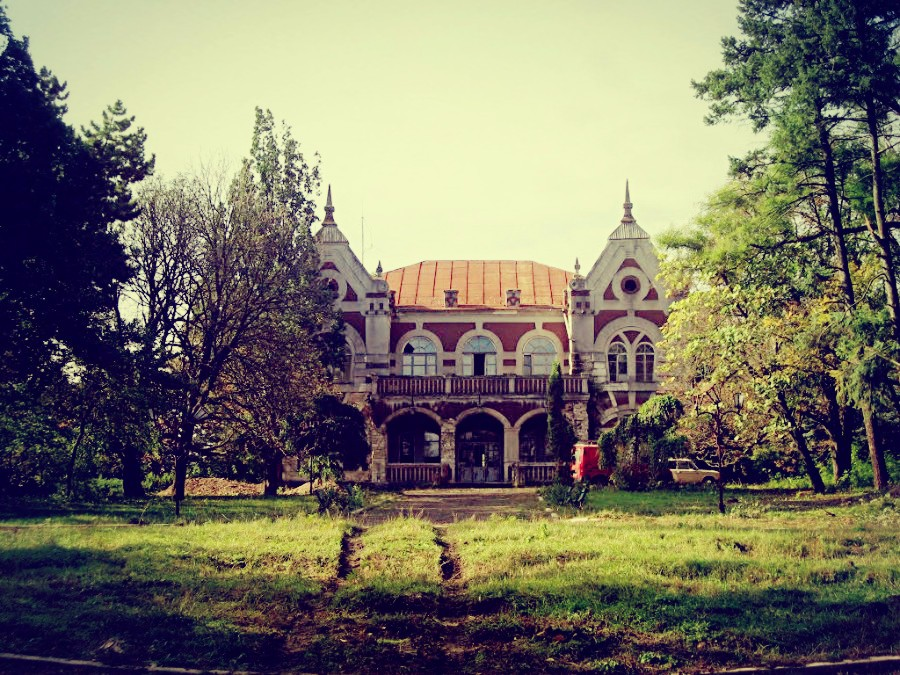
Mansió Pommer

A finals del segle xx es van fundar desenes de parcs dendrològics a la part nord de Moldàvia, entre ells Pavlovca (districte de Briceni), Brînzeni, Hincăuți i Stolniceni (districte d'Edineț), Mîndîc (districte de Drochia), Rediul Mare i Țaul (districte de Dondușeni). Aquest últim és un dels parcs més grans de la zona i es considera el parc amb la millor planificació arquitectònica i paisatgística de la República de Moldàvia. A més de la planificació, el parc satisfà diversos desideratums de l'arquitectura paisatgística, com ara la composició de grups i masses de plantes, la naturalesa de la seva ubicació, l'ús del relleu, etc.
Țaul Park va ser fundat pel banquer Andrei Iacob Pommer, originari de França, empleat a la National Savings Bank de Sant Petersburg. Es va casar amb Alexandra, la filla del boiar bessarabí Ioan C. Bogdan del poble de Cuhureștii de Sus, avui al districte de Floresti, i es va traslladar aquí per viure. Un cop aquí, va voler invertir el seu capital en la fundació d'un parc dendrològic, motiu pel qual va convidar l'enginyer decorador Ipolit Vladislavski-Padalka, graduat de l'Escola de Jardineria d'Odessa. El mestre va rebre l'encàrrec de buscar a la part nord de Bessaràbia un terreny que correspongués als rigors de l'arquitectura paisatgística per a la fundació d'un parc dendrològic.

### Estudiant el lloc

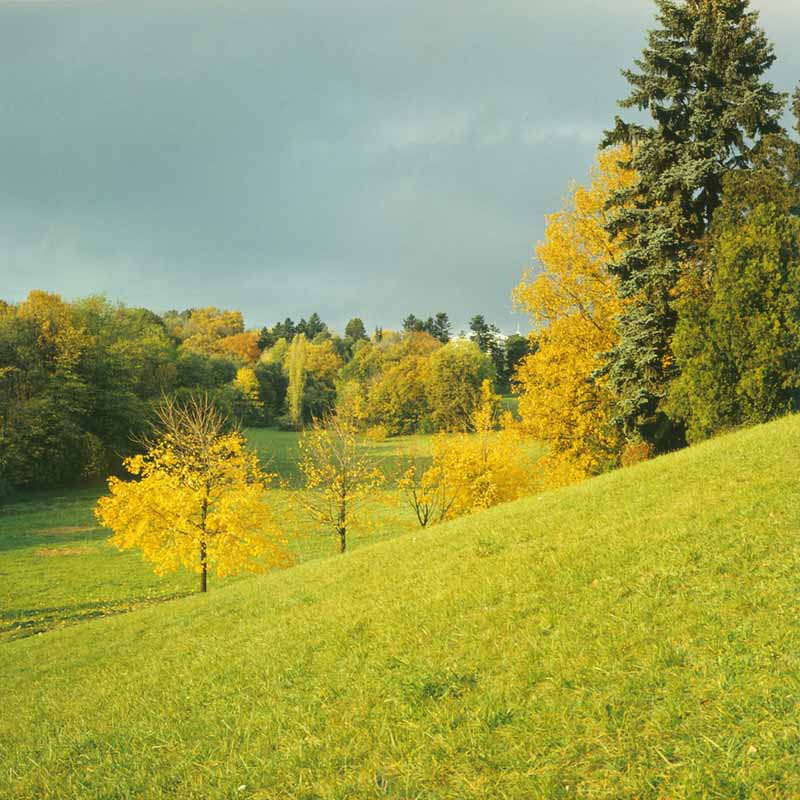
La part central

Vladislavski-Padalka va triar el camp d'unes 49 ha situat prop de l'antic hort prop de la mansió de l'antic boiar. El terreny és en forma de sella, amb una vall àmplia i profunda, tancada a ponent, nord i est. Està envoltat per tres turons amb pendents inclinats en un angle de 30°. El territori no s'explotava en agricultura i s'utilitzava a l'estiu com a pastura per a pastura, i a l'hivern per a protegir el bestiar dels vents freds del nord i de l'oest. El cim dels turons té un altiplà lleugerament inclinat al nord-est i al sud. La superfície total del territori escollit per a la fundació del parc i la plantació de vinyes i horts va ser de 98 Ha.
Fins a la plantació del nou jardí, l'antic jardí de la finca va ser desbrossat i ensenyat i adossat juntament amb la marquesina. S'han estudiat les condicions naturals que podrien afectar el creixement de les plantes. S'ha constatat que la zona està subjecta al risc de gelades a l'hivern, quan els vents del nord-oest porten temperatures de -28 °C, i al risc de sequera a l'estiu, per les altes temperatures i els sòls. Es va analitzar la possibilitat de reg de les plantes.

### Desenvolupament del sòl
Ippolit Vladislavski-Padalka va desenvolupar el projecte del parc l'any 1900, utilitzant la seva experiència en el disseny del parc «Veseli Bokovenkî» (en rusă «Весёлые Боковеньки») del poble del mateix nom a Ucraïna. Va demanar material de sembra i va començar a plantar arbres fruiters en una superfície de 31,4 ha a la tardor del mateix any. Les plàntules es van rebre d'Odessa.
A la primavera de 1901, va començar a plantar arbres i arbustos decoratius rebuts del comte Zamaiski de Podzamcea. En total, aprox. 35–37 ha de parc, així com la banda de protecció al llarg de jardí, format —de dins cap a fora— de salvatges oliveres , gladiols, acàcia blanc i àlbers piramidals.

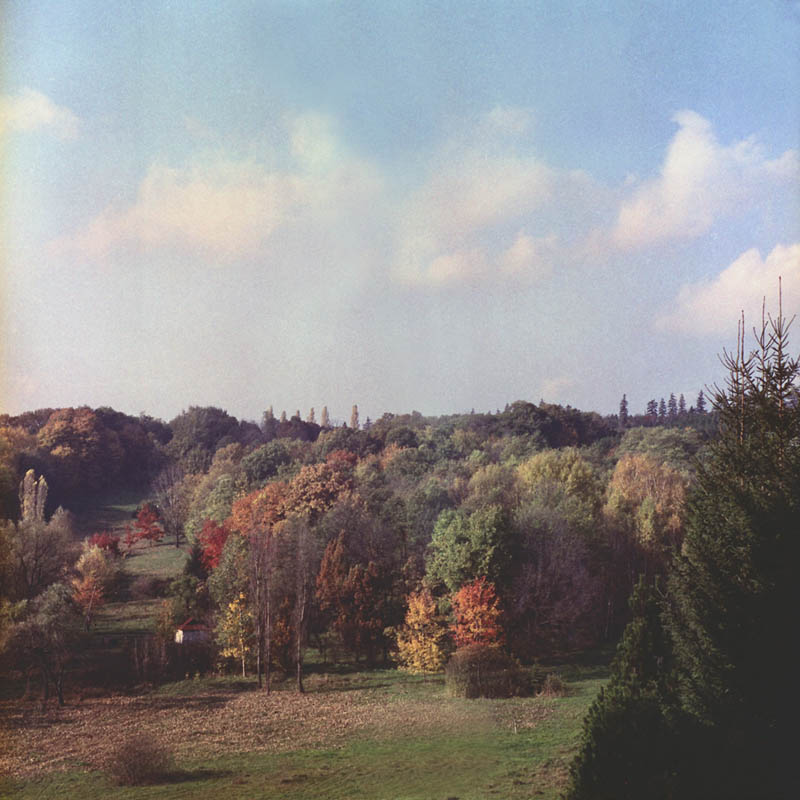
Silvo-parc

A la primavera de 1902, aproximadament les 11 es van plantar ha de silvoparc en una part del vessant amb exposició oest. El material de plantació es va comprar a les escoles forestals dels governs de Kherson i Bessaràbia. L'alzina, el freixe, l'om, l'auró i diverses espècies d'arbustos van servir com a espècies bàsiques. L'any 1904 es va plantar el parc davant del palauet i es va acabar la construcció dels principals edificis, inclòs el mateix palauet Pommer.
En el període de 1905–1907 no hi ha treballs de sembra es van dur a terme, en lloc treballs de restauració es van dur a terme a les plantes ja plantades, ja que molts espècimens assecat causa de la manca d'aigua — sobretot en l'àrea seca per sobre de parc — tot les plantes es regeixen només una vegada, en plantar. Hi ha hagut diversos intents per resoldre el problema del reg, la solució arribant amb trobar una font d'aigua a una profunditat de 58 stânjeni (aprox. 114 m). Es va instal·lar un sistema de reg per canonades i una torre d'aigua. En els primers anys, el parc també es va veure afectat per les gelades, que van provocar la substitució de diverses espècies vegetals. Els rosegadors també representaven un perill per a les plantes, especialment les llebres. En la lluita contra ells, el parc va ser tancat amb una malla de filferro. Per combatre plagues i malalties, les plantes es van ruixar amb suc verd de Bordeus i París.
Ippolit Vladislavski-Padalka va dirigir personalment i va participar en tots els treballs de paisatgisme. propietari del parc, Andrei Iacob Pommer, va morir el 1912, deixant el llegat al seu fill.

### Aparició inicial
El parc tenia un llac al sud, a la vall, i al nord-est, la zona més seca, es trobava la mansió amb la resta d'edificis, així com el «parc d'aficionats». A partir dels anys 90 deu o 98 ha, es van plantar plantes decoratives en una superfície de 46 ha, de les quals 3,3 el llac les ocupa. Altres 11 ha estaven plantades de vinya, i l'hort ocupava una superfície de 31,6 Ha. Carreteres, carrerons i camins ocupats no menys de 3 Ha.
Vladislavski-Padalka va informar de plantar més de 200 espècies de plantes arbòries al parc, de les quals 147 caducifolis (portades de 22 països) caducifolis i 17 coníferes, i 40–50 espècies llenyoses natives. El personal va portar 500 exemplars de Sophora japonica del Japó.
Un dels edificis al costat de la mansió, que avui serveix com a casa-museu, va ser l'escola local en temps de Pommer.

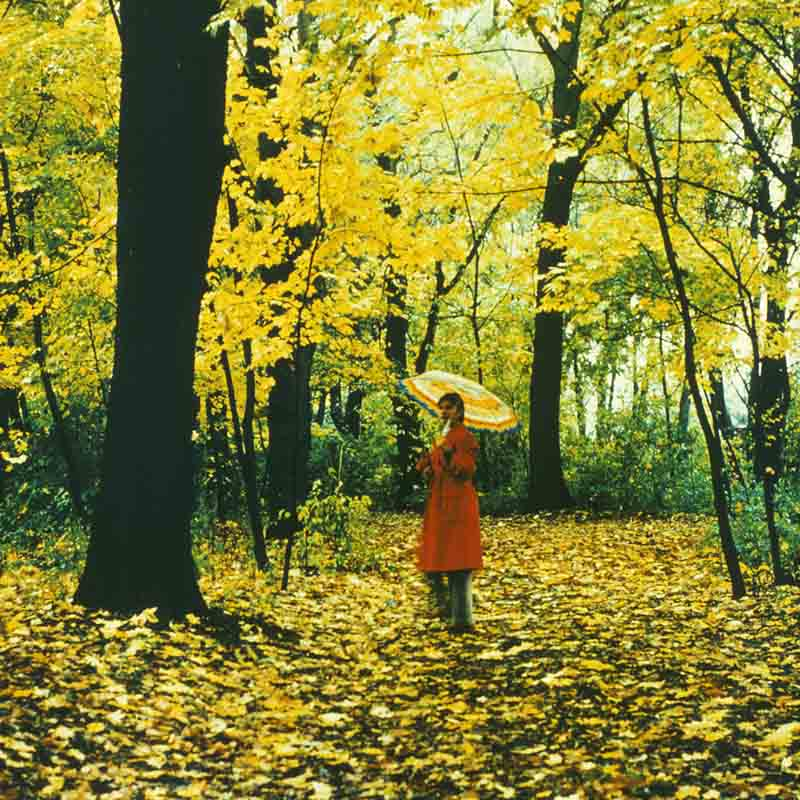
Durant el període soviètic, el parc va ser valorat culturalment, especialment a través de la pintura i la fotografia

Els propietaris dels parcs es van refugiar de Bessaràbia l'any 1917, alguns van tornar després de 1918. El parc de Țaul també es va quedar sense propietari i va passar a la direcció de l'ajuntament. Fins a l'any 1944, el parc no va patir. Va seguir la nacionalització de tots els parcs, i els palauets i els parcs boiars es van començar a associar al passat «burgès» de Bessaràbia, quedant així al destí. A principis de la segona meitat del segle xx, el parc Țaul va ser objecte de nombrosos articles a la premsa diària de l'època, en què es presentaven propostes de cura i protecció del territori. Va cridar l'atenció de persones de cultura i ciència liderades pel Jardí Botànic ASM, que van dirigir peticions al Govern i al Comitè Central del Partit Comunista de Moldàvia per intervenir per salvar el parc, però no es va rebre cap resposta. L'enginyer P. Leontiev, amb una certa exageració per la intenció d'atraure l'atenció de les autoritats, va estimar el grau de dany al parc en un 50%.
Durant aquest període, el parc va ser estudiat pels enginyers L. Rozenberg (1955) i P. Leontiev (1957), així com pel professor Petru Tarhon (década de 1960). El parc es va considerar a l'altura del seu desenvolupament, les plantes arribant als 60–70 anys. Les carreteres, carrerons i camins estaven ben delimitats, i el llac tenia aigua neta i clara. A l'angle sud-oest del llac es va construir un pont, sobre el qual penjaven les branques d'un salze plorant, i des del qual s'obrien totes les perspectives llunyanes del parc. Fins 1958-1960, al parc també s'hi instal·laven miradors de fusta. El 1967, el parc formava part del sovkhoz-tècnic «VI Lenin» a Taul. Des de la dècada de 1970, un sanatori funciona al parc. Els veïns recorden que aquí es va instal·lar un petit zoològic.

## Descripció
El parc Țaul està previst en estil paisatgístic. Això es nota especialment al nord-oest, a l'altiplà vorejat per la carretera del poble, així com a tota la zona central del parc, des de la part posterior de la mansió fins al llac. La part baixa, envoltada per tres parts de vessants amb exposició est, sud i oest, té prats, arbredes i grups aïllats de plantes i ocupa una superfície de més de 16 Ha. Els vessants es disposen com a bosc-parc: la seva superfície és de 13 ha al vessant d'est i 5 ha a l'est, en total el 80% de la superfície del territori «inferior».
El sòl està cobert per una capa de 0,7–0,8 m de txernozem profund, seguit d'argila vermella, de vegades groc, i per sota de sorra argilosa verda.

### Estructura compositiva

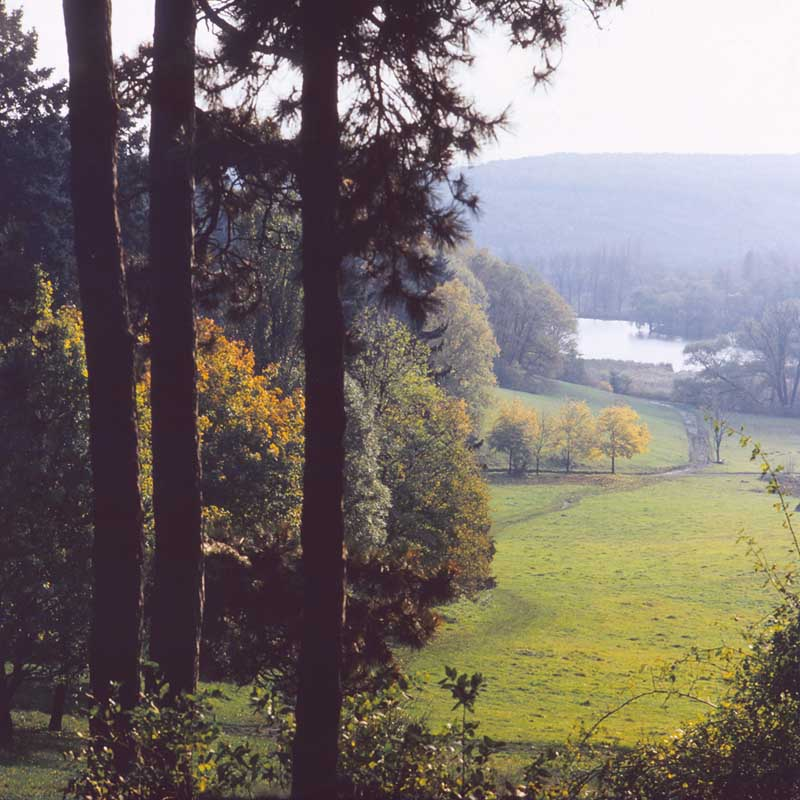
Perspectiva del llac al vessant oest, 1980

Hi ha tres àrees paisatgístiques principals al parc:
1. el parc superior (o «parc d'aficionats») està situat sobre un relleu homogeni, està disposat com un jardí al costat de la casa;
2. el parc inferior (part central) presenta un relleu compost i paisatges espacials oberts;
3. zones perifèriques és un parc forestal amb una mínima xarxa de carreteres i prats tancats.

L'entrada al parc és des de la carretera del costat nord. Està marcat per panells, ara rovellats. Des d'allí, un ample carreró, vorejat majoritàriament per coníferes (pins i avets), condueix a la mansió. Prop de la mansió, el carreró es bifurca per envoltar una capa esfèrica de flors. Mirant des de l'entrada, hi ha un contrast de colors entre el verd fosc dels aurons de camp i els roures pedunculats i la façana gris clar de la mansió. Una altra combinació de contrast es crea plantant avets i sofàs plorants adjacents. Les puntes afilades dels avets es combinen harmònicament amb les torres de la mansió.
Des de l'entrada a la mansió, al costat dret del carreró, s'ubica l'anomenat «parc per aficionats» amb una superfície de 6–7 ha, en què hi ha un prat amb un exemplar de la sòfora japonesa (Sophora japonica), la forma de cos, al mig. A la banda esquerra del carreró hi ha un altre prat, al mig del qual creix un exemplar gegant de castanyer bord (Aesculus hippocastanum), i a certa distància creixen dos arbres de Thuja occidentalis. La casa on va viure Pommer es troba a la part sud-est del prat i està envoltada de tres parts de coníferes: avet, làrix i avet verd de Douglas. A aprox. 25 m al sud hi ha diverses construccions secundàries, i en línia amb elles, a una distància d'aprox. 50 m, s'aixeca la mansió Pommer, d'estil barroc anglès amb dues torres. Tots els edificis estan parcialment «ocults» per les plantacions d'arbres.

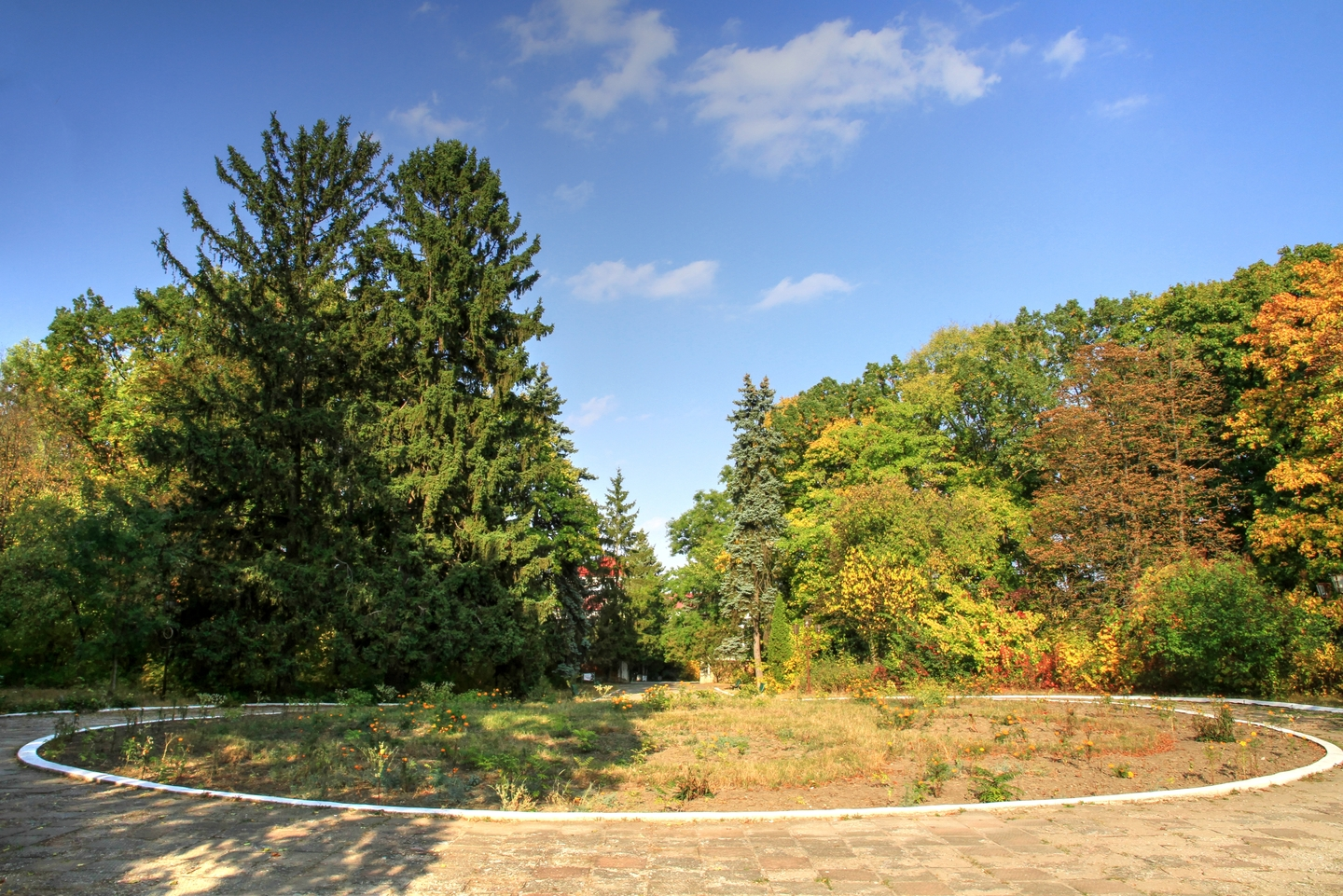
Capa esfèrica de flors

Des de la mansió s'obren àmplies perspectives tant al parc com al poble. El parc està vorejat pel poble pel costat nord per una tanca de pedra i un mur viu d'arbres caducifolis i coníferes, destinat a protegir les espècies sensibles del parc i les vinyes dels vents freds.
Darrere de la mansió, unes desenes de metres al sud, el relleu baixa de cop al fons del parc. Des de dalt d'aquest vessant s'obre una visió integral de la part baixa amb vessants laterals, l'estany i un vessant boscós a la llunyania. La diferència d'altitud entre l'altiplà del senyoriu i el llac és de 45 m. La composició del paisatge fa gairebé imperceptible la transició entre les plantacions del parc i els territoris del parc. La zona central, envoltada de vessants, recorda un amfiteatre.

### Sistema de carreteres i carrerons

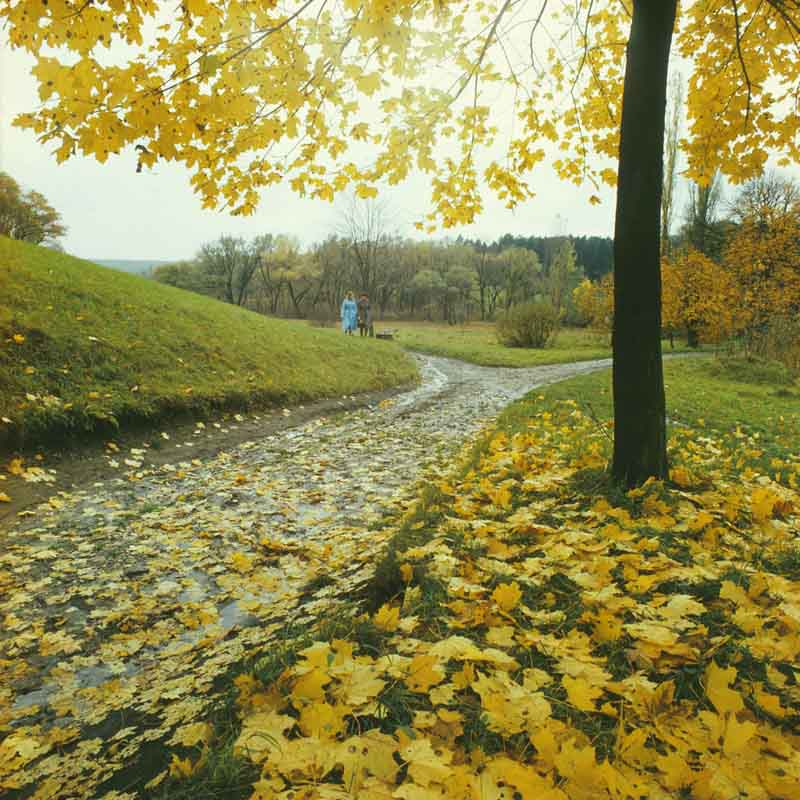
Carreró de tardor, 1980

La xarxa viària té una longitud total de 12,5 km, en més de 2,5 km menys del que tenia al principi. Una mica més amunt de l'entrada al parc s'inicia una carretera que passa pel «parc d'aficionats», després del qual es dirigeix cap al sud, arribant a la comarca del llac a la vall. Una segona carretera s'inicia a la part nord-est del parc, darrere de la mansió, i travessa el bosc-parc des del vessant est, fins a la part sud de l'estany, envoltant-lo pel sud-est i intersecant aquí amb la primera carretera. Només la segona carretera segueix funcionant, la resta de carreteres i carrerons es converteixen en camins gelats.
Els camins estan disposats de manera que no es veuen a través de la vegetació del parc. Això es deu al seu traçat entre plantacions d'arbres i arbustos, cobrint-se amb terra premsada en lloc d'asfalt o grava i, en alguns llocs, excavant la carretera fins a un nivell inferior al terra.

### Estat real
Més de cent anys després de la seva fundació, el parc ha perdut moltes de les seves característiques decoratives originals. Les carreteres i els carrerons estaven coberts de males herbes i convertits en camins. Diverses espècies de plantes estan a punt d'extinció, entre elles els pins, Styphnolobium japonicum o el fals plàtan sobretot a la part superior, seca, del parc.
Del vessant sud-est han desaparegut les plantacions de gerds, groselles, albercoquers, vinya, viver de fusta i altres. De l'horta del 31.6 ha només es conservava una plantació de nogueres (Juglans regia). Algunes plantes s'han substituït a la franja de protecció formada per oliveres, pins, acàcies blanques i àlbers piramidals, la franja actualment formada per avets, pins i pins.
El fons genètic dendrològic s'ha deteriorat a causa del canvi climàtic —sobretot les sequeres del 2010— i la mala gestió forestal del parc. Això es va manifestar per la reducció de la immunitat i la resistència de les espècies exòtiques. Així, es va registrar el desenvolupament invasiu d'espècies secundàries i arbustos, que competeixen amb les espècies silvoformadores (sobretot les coníferes) i en redueixen el rendiment. Els cultius de fusta tova s'assequen en grans quantitats, en part a causa de l'atac dels insectes entre l'escorça i la fusta, aprofitant la dèbil immunitat de la planta.
La zona anomenada «parc d'aficionats» és la més rica en espècies i formes d'arbres i arbustos decoratius, com ara el faig, la sofora japonesa (forma de plorar), l'om (forma esfèrica), el freixe, l'auró i l'auró de muntanya amb forma esfèrica. corona, roure piramidal i altres. A la dècada de 1950 també hi va créixer el faig amb fulles de cirerer.
Silvo-park té una varietat d'espècies molt reduïda, aquí només creixen espècies autòctones com el roure pedunculat, el freixe, l'om, el carpe, l'auró, el jugastr etc. La llista d'espècies de plantes llenyoses del parc Țaul es presenta a la taula.

## Galeria

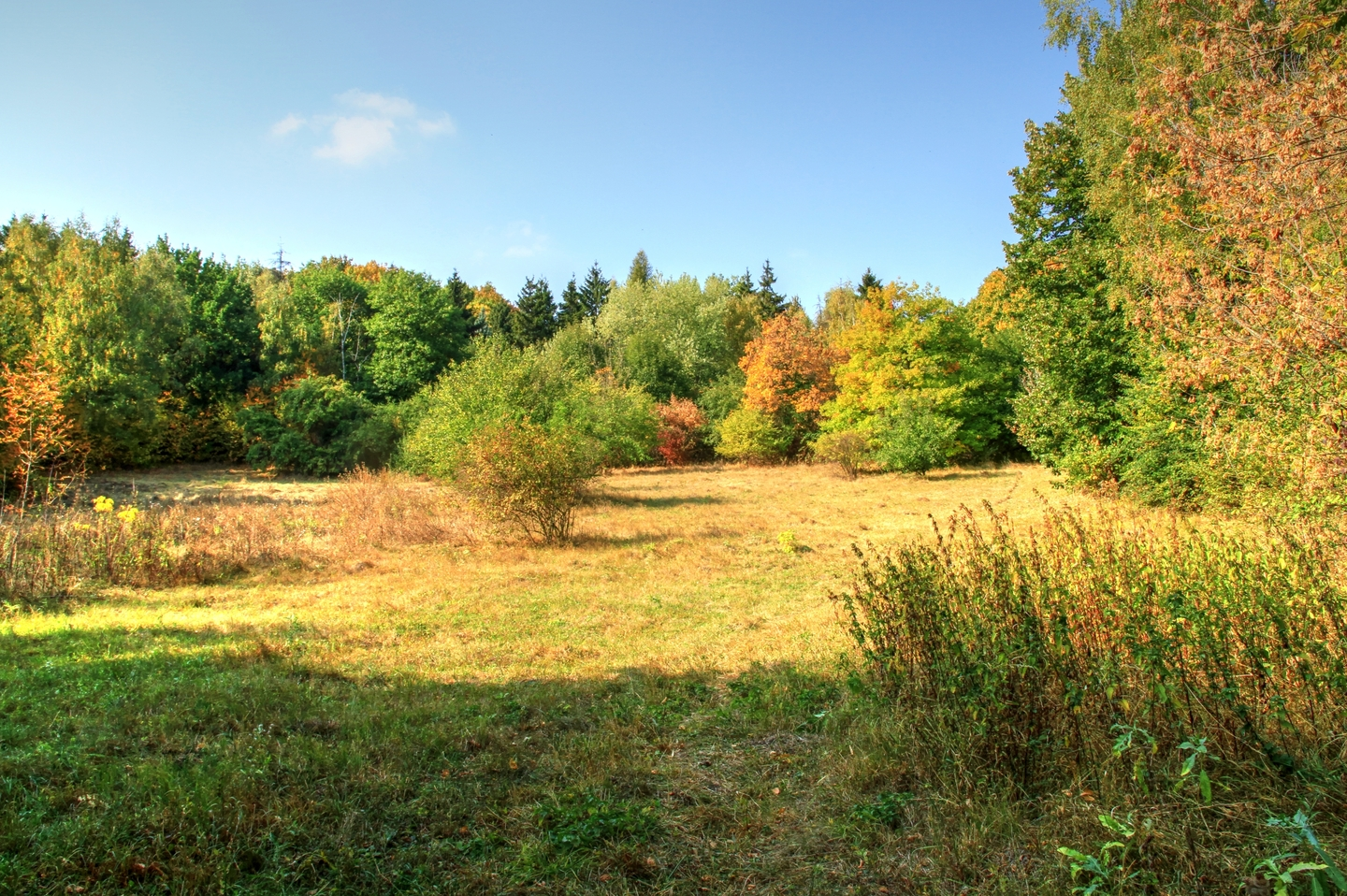
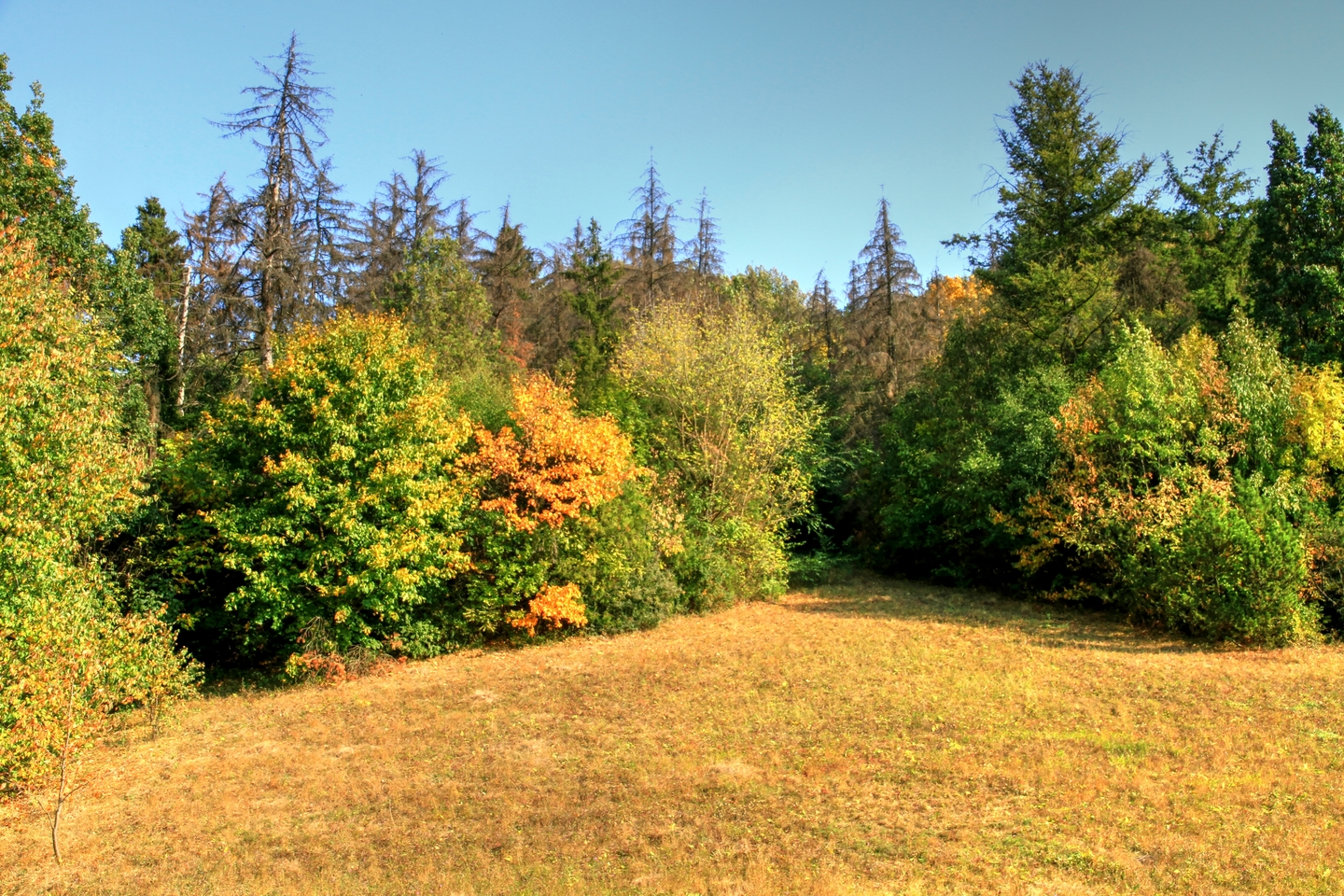
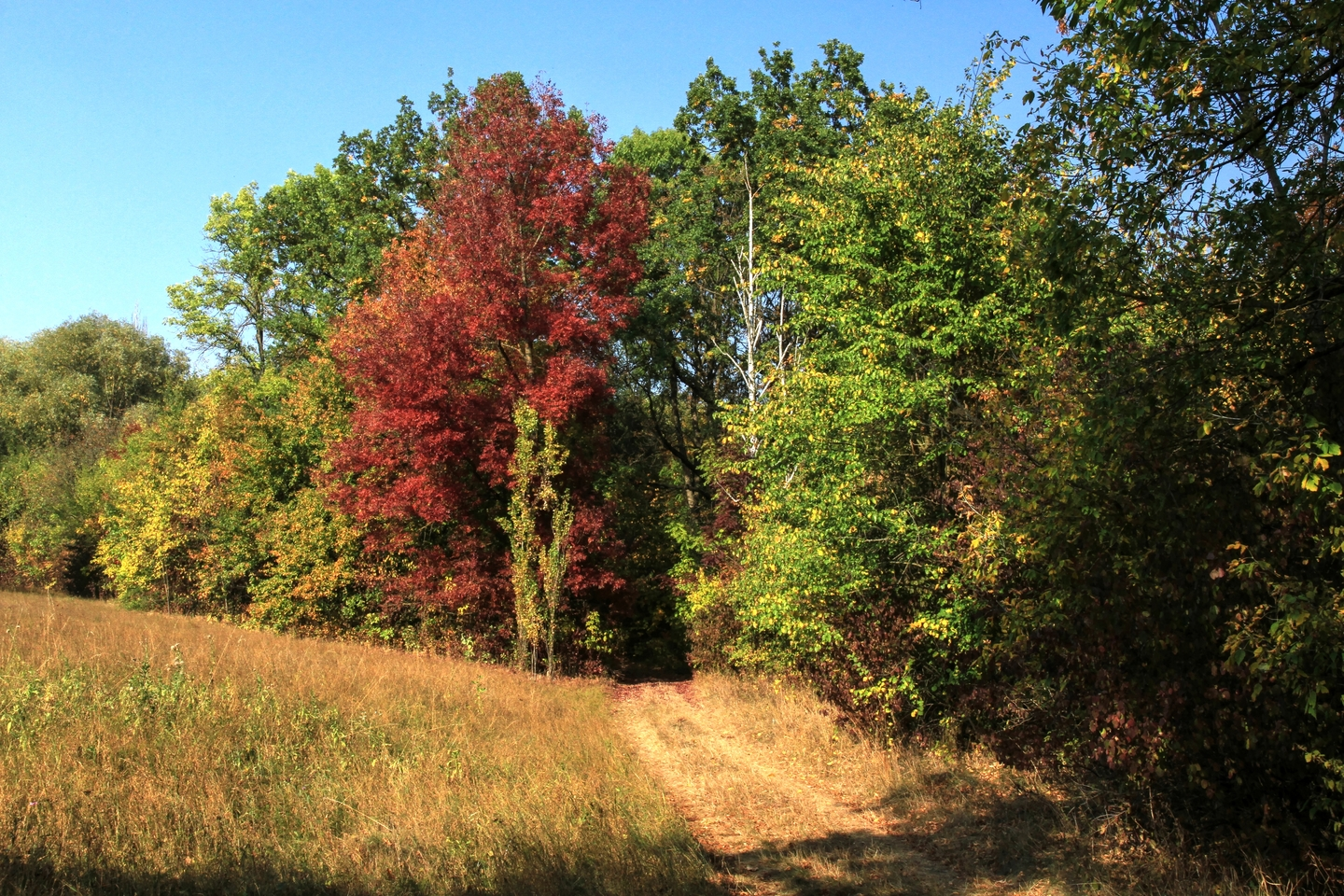
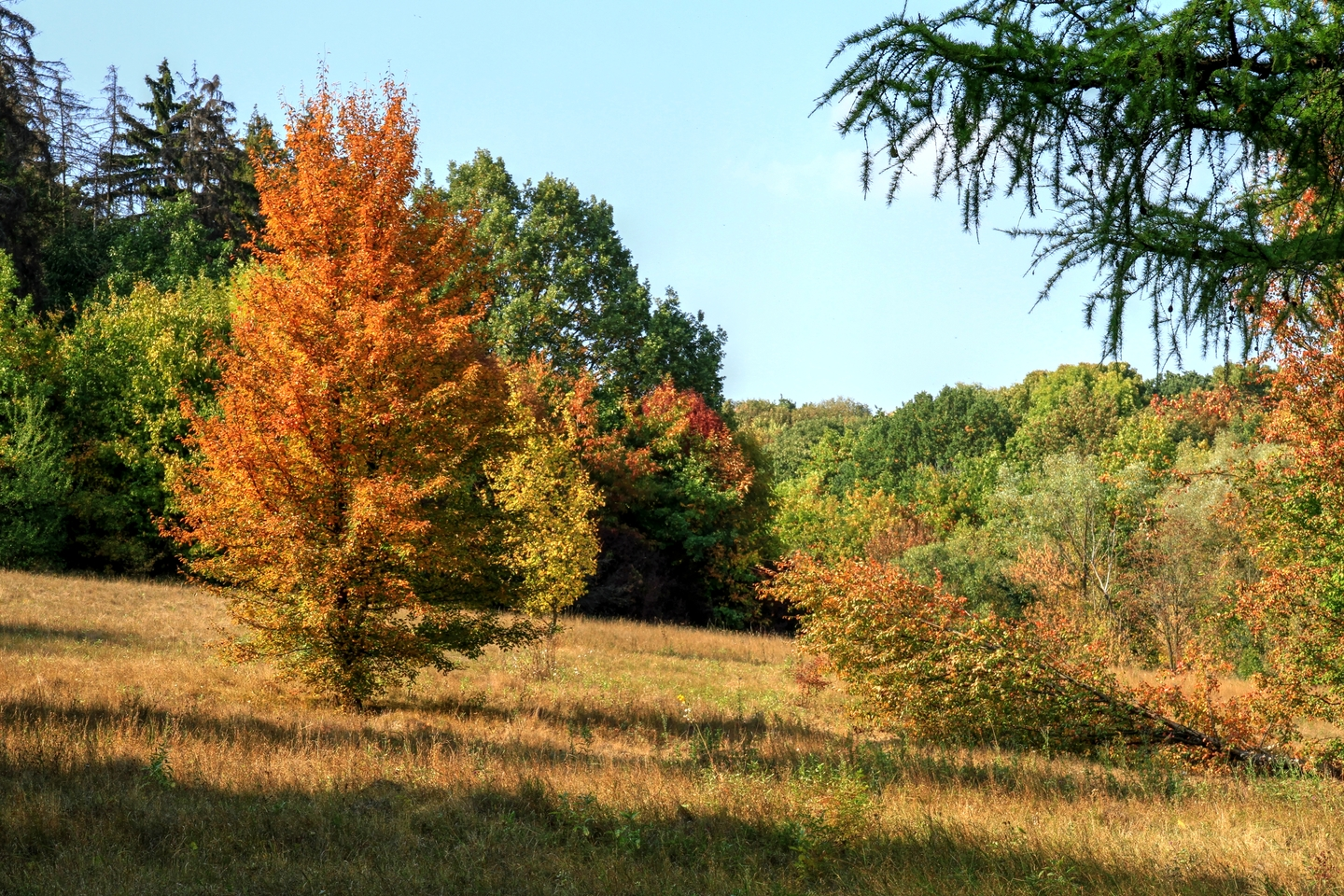
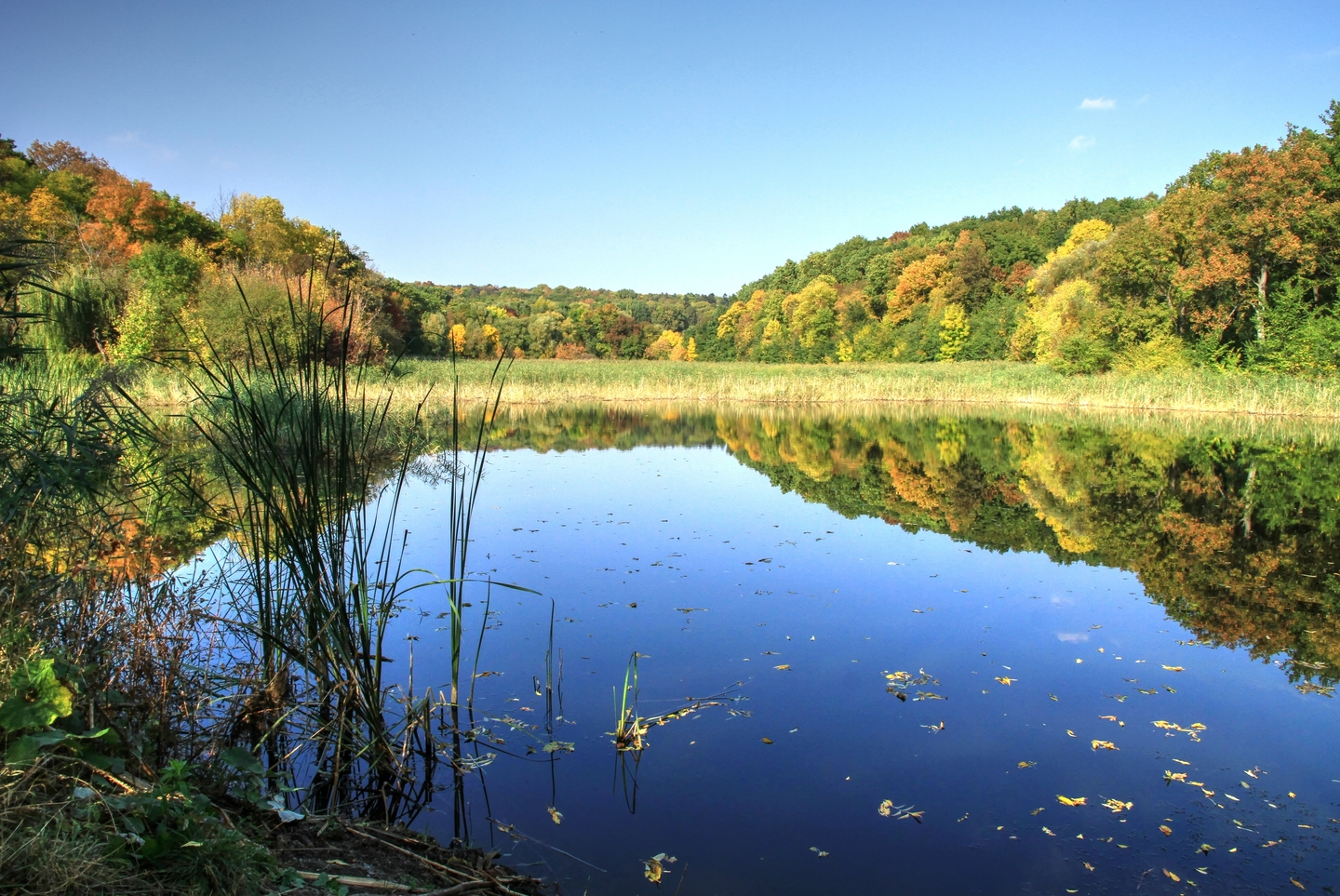
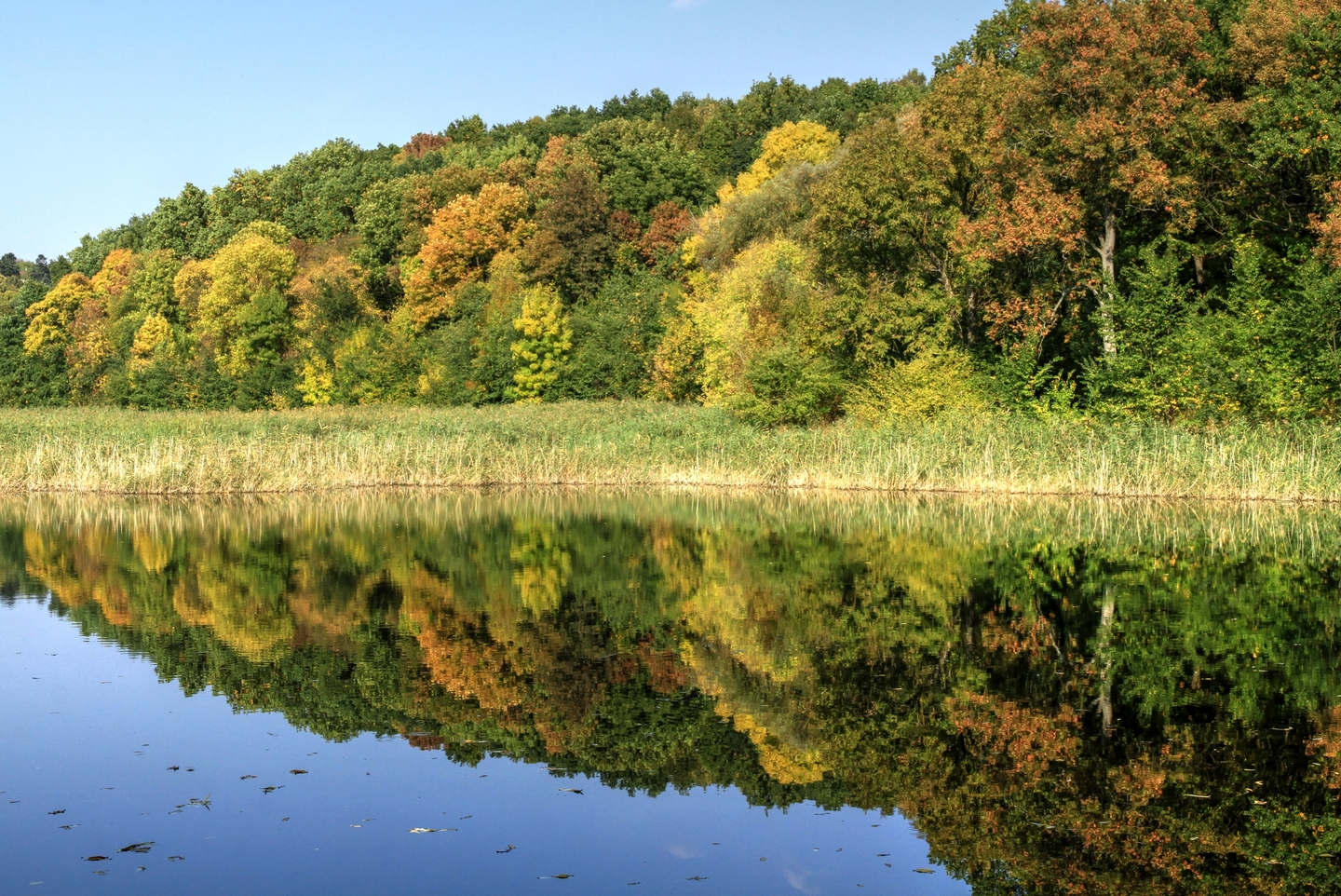
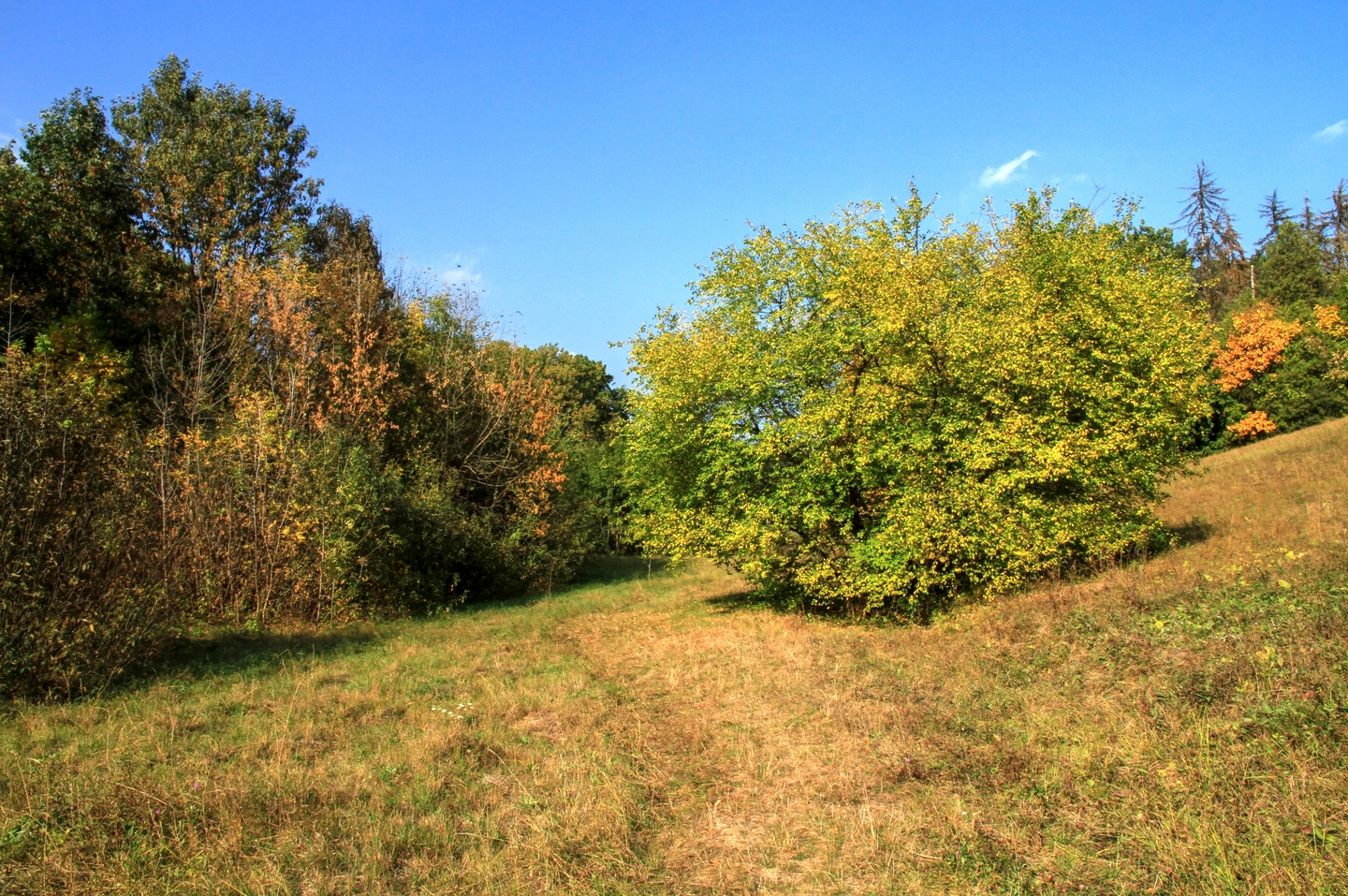
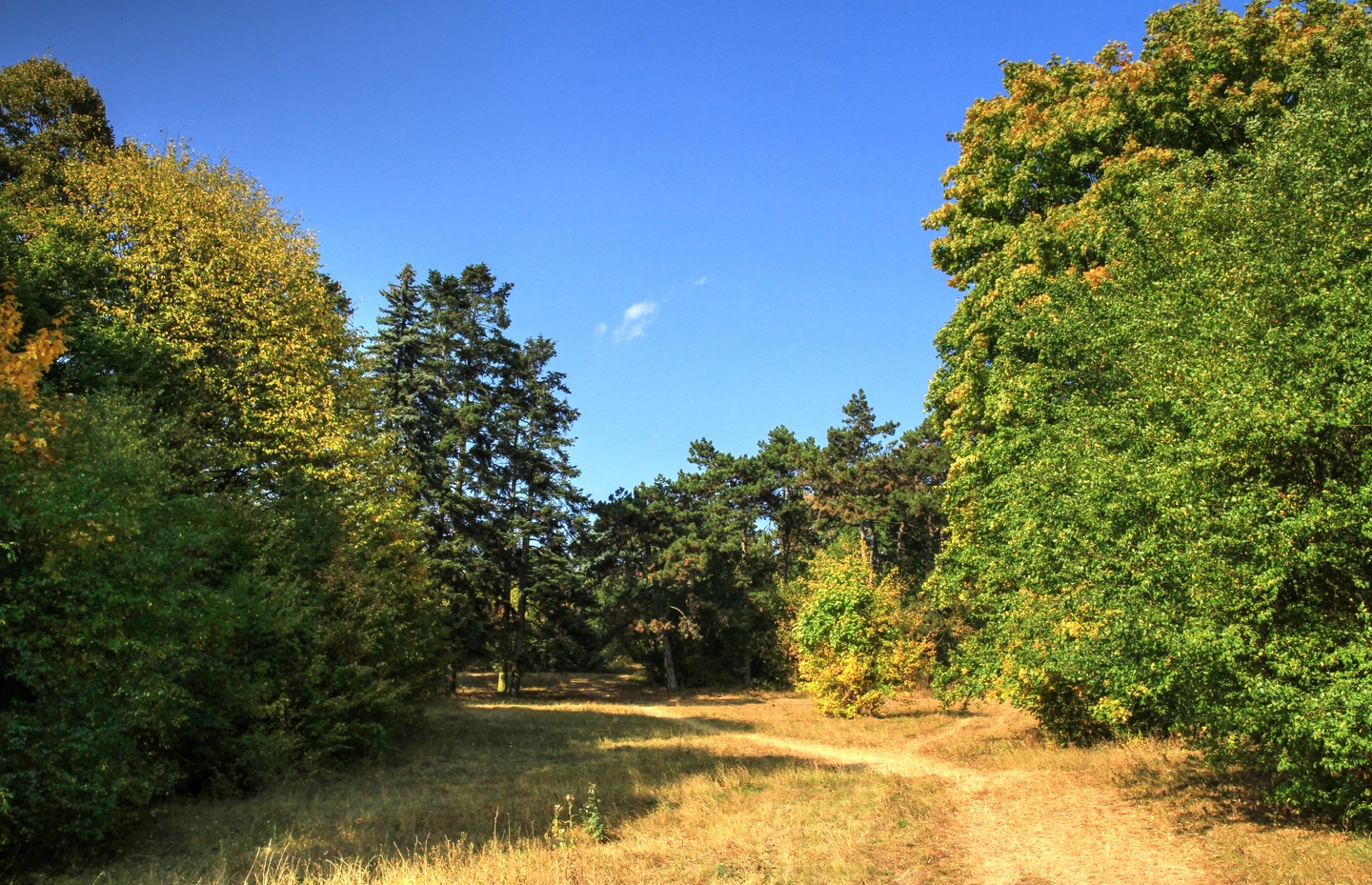
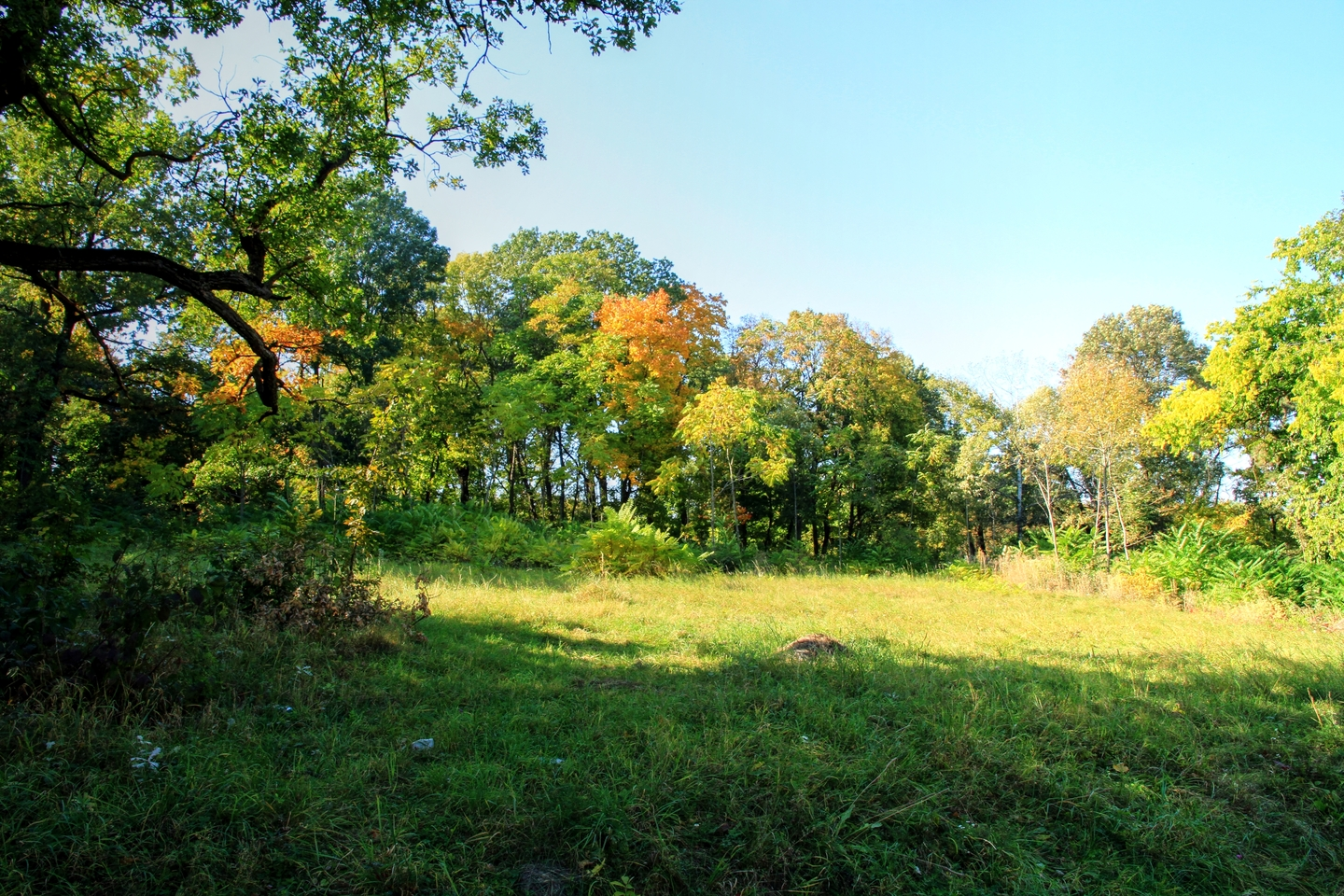
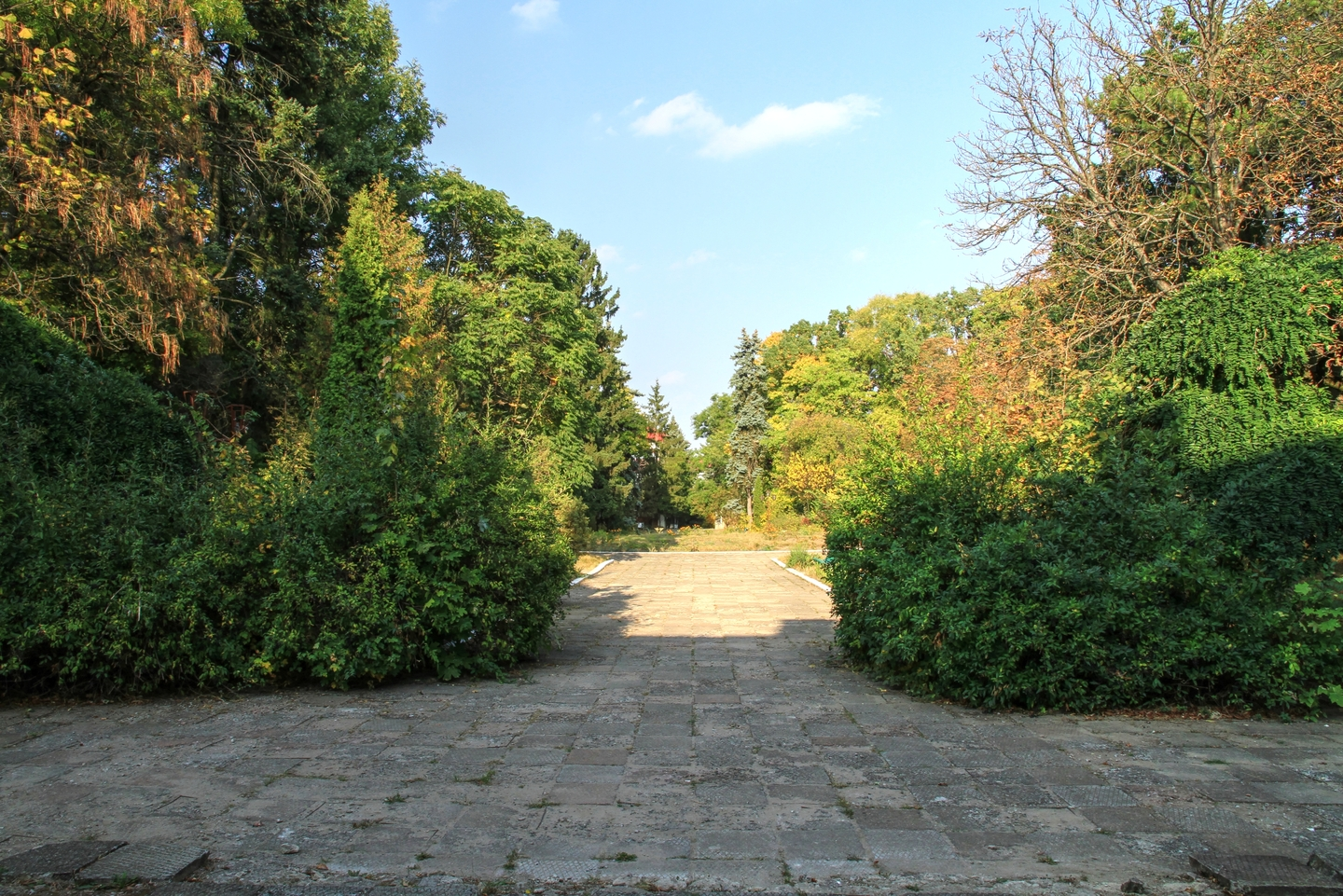
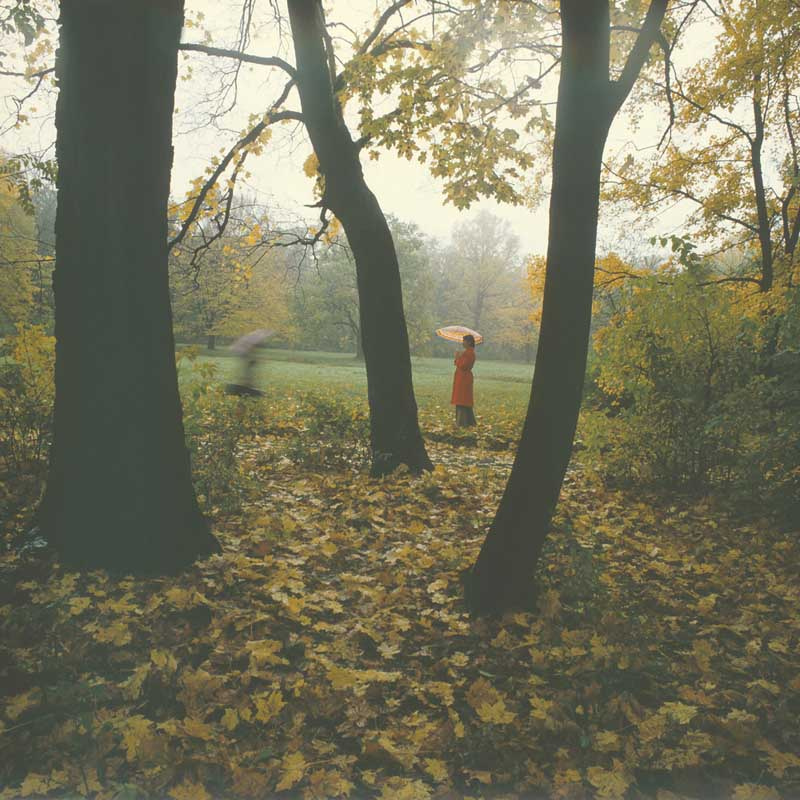
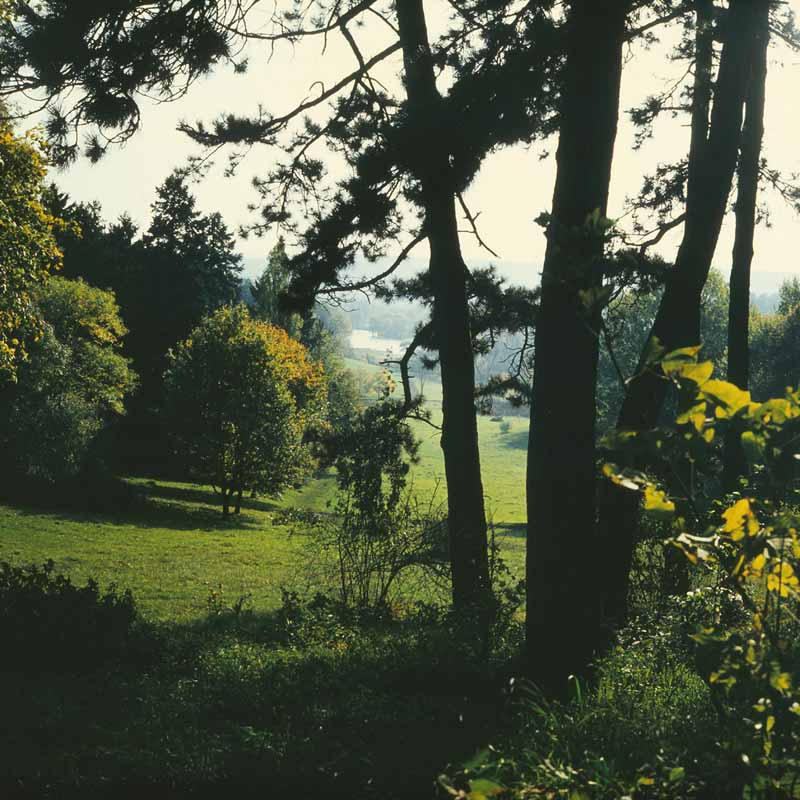
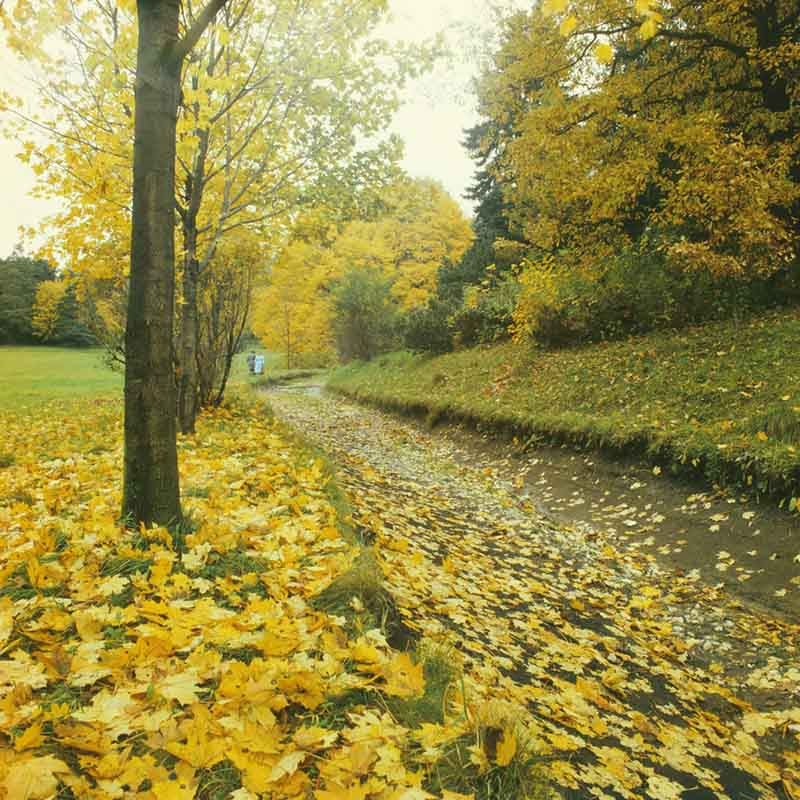
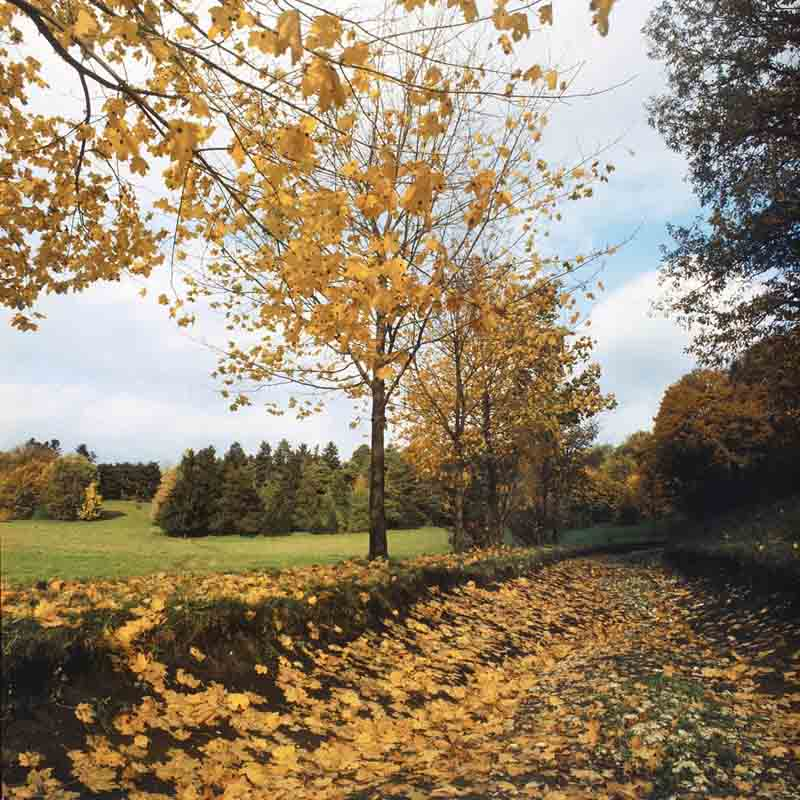
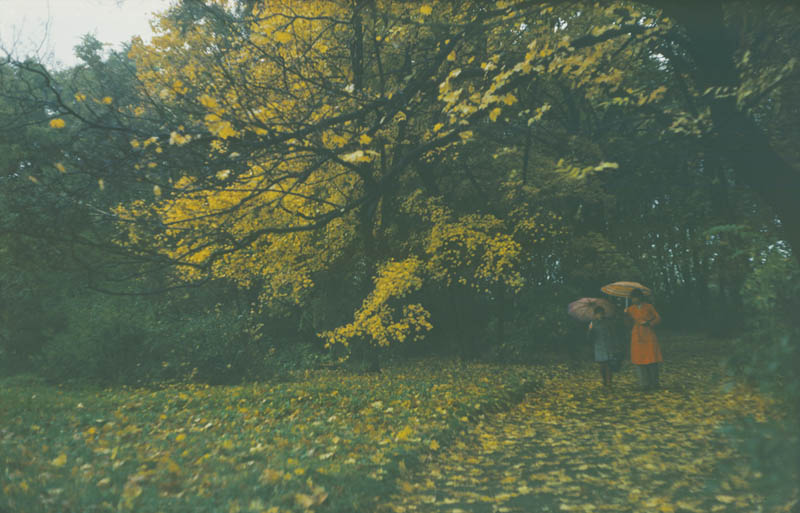

| Terme científic                           | Denominació popular         | Procedència geogràfica                  |
| ----------------------------------------- | --------------------------- | --------------------------------------- |
| Pinòpsids                                 |                             |                                         |
| Abies alba Mill.                          | Avet blanc                  | Centre i sud d'Europa                   |
| Abies balsamea Mill.                      | Avet del bàlsam             | Amèrica de Nord                         |
| Abies nordmanniana Spach.                 | Avet del Caucas             | Muntanyes del Caucas                    |
| Biota orientalis (L.) Endl.               | Arbre de la Vida            | Les muntanyes del nord de la Xina       |
| Juniperus virginiana L.                   | Cedre de Virgínia           | Amèrica del nord                        |
| Larix decidua Mill.                       | Làrix europeu               | Europa, els Carpats                     |
| Larix sibirica Ledeb.                     | Làrix de Sibèria            | Siberia, Mongolia                       |
| Picea excelsa Link.                       | Avet roig                   | Europa occidental fins als Urals        |
| Picea pungens Engelm.                     | Pícea pungent               | Amèrica del nord                        |
| P. p. f. argentea Beissn.                 |                             | Amèrica del nord                        |
| P. p. f. viridis Reg.                     |                             | Amèrica del nord                        |
| Pinus montana Mill.                       |                             | Centre i sud d'Europa                   |
| Pinus nigra Arn.                          | Pinassa                     | Centre i sud d'Europa                   |
| Pinus silvestris L.                       | Pi silvestre                | Sibèria i Europa occidental             |
| Pinus strobus L.                          | Pi de Weymouth              | Amèrica del nord                        |
| Pseudotsuga caesia Ascher. et Graebn.     |                             | Amèrica del nord                        |
| Pseudotsuga glauca Mayer.                 |                             | Amèrica del nord                        |
| P. g. f. argentea beissn.                 |                             | Amèrica del nord                        |
| Pseudotsuga taxifolia Lamb.               | Avet de Douglas             | Amèrica del nord                        |
| Thuja occidentalis L.                     |                             | Amèrica del nord, i est d'Àsia          |
| Tsuga canadensis (L.) Carr.               |                             | Amèrica del nord                        |
| Magnoliofitins                            |                             |                                         |
| Acer negundo L.                           | Auró de fulla de freixe     | Amèrica del nord                        |
| A. n. f. variegatum Jacq.                 |                             | Amèrica del nord                        |
| Erable (Acer platanoides L.)              | Erable                      |                                         |
| fals plàtan (Acer pseudoplatanus L.)      | Plàtan fals                 | Europa central i meridional, Àsia       |
| A. p. f. atropurpurea                     |                             |                                         |
| Acer saccharinum L.                       | Auró argentat               | Amèrica del nord                        |
| Aesculus xcarnea Hayne.                   | Castanyer roig              | (híbrid)                                |
| Aesculus hippocastanum L.                 | Castanyer bord              | Peninsula Balcanică                     |
| Aillanthus altissima (Mill.) Swing.       | Ailant                      | Xina, Japó                              |
| Alnus glutinosa (L.) Gaertn.              | Vern                        | Europa, Sibèria, nord d'Africa          |
| Amelanchier ovalis                        | Corner                      |                                         |
| Amorfa fructicosa                         |                             | Amèrica del nord                        |
| Amygdalus nana                            |                             |                                         |
| Berberis vulgaris L.                      | Coralet                     | Europa, Crimea, Caucas                  |
| Betula papyrifera Marsh.                  | Bedoll del paper            | Amèrica del nord                        |
| Betula verrucosa Ehrh.                    | Bedoll comú                 | Europa, Àsia Menor, Sibèria             |
| B. v. f. dalecarlica (L.)                 |                             | Sibèria                                 |
| Buxus sempervirens L.                     | Boix comú                   | mediterrània                            |
| Caragana arborescens L.                   |                             | Sibèria occidental, Mongòlia            |
| Carpinus betulus f. incisa                | Carpí                       |                                         |
| Catalpa ovata G. Don.                     |                             | Xina, Japó                              |
| Celtis occidentalis Valt.                 |                             | Amèrica del nord                        |
| Chaenomeles japonica (Thunb.) Lindl.      |                             | Japó                                    |
| Chaenomeles lagenaria                     |                             |                                         |
| Cladrastis lutea K. Koch.                 |                             | Amèrica del nord                        |
| Colutea arborescens L.                    | Espantallops                | Europa de sud, Asia                     |
| Corylus colurna L.                        | Avellaner de Turquia        | Península Balcànica, Àsia Menor, Caucas |
| Cotinus coggygria Scop.                   |                             | Europa central i Oriental, Xina         |
| Cotoneaster lucidus Schlecht.             |                             | Sibèria oriental                        |
| Crataegus monogyna Jacq.                  | Arç blanc                   | Europa, nord d'Àfrica                   |
| Crataegus prunifolia (Marsh.) Pers.       |                             | (híbrid)                                |
| Crataegus submollis Sarg.                 |                             | Amèrica del nord                        |
| Elaeagnus angustifolia L.                 | Arbre del paradís           | Europa, Asia Centrală                   |
| Fagus sylvatica L.                        | Faig                        | Europa, Crimea                          |
| Forsythia suspensa (Thunb.) Vahl.         |                             |                                         |
| Forsythia intermedia Zab.                 |                             |                                         |
| Fortanesia fortunei Carr.                 |                             | Xina                                    |
| Fraxinus americana L.                     | Freixe blanc                | Amèrica del nord                        |
| Fraxinus excelsior L.                     | Freixe de fulla grossa      | Europa                                  |
| F. e. f. monophyla Kutze.                 |                             |                                         |
| Fraxinus pennsylvanica Marsh.             | Freixe de Pensilvània       | Amèrica del nord                        |
| Fraxinus viridis Michx.                   | Freixe verd                 | Amèrica del nord                        |
| Gleditschia triacanthos L.                |                             | Amèrica del nord                        |
| G. t. f. inermis L.                       |                             | Amèrica del nord                        |
| Gymnocladus dioicus C. Koch.              | Roșcov de Canada            | Amèrica del nord                        |
| Juglans regia L.                          | Noguer comú                 | Àsia central                            |
| Koelreuteria paniculata Laxm.             | Sapindal                    | Xina, Japó                              |
| Laburnum anagyroides Med.                 | Banús fals                  | Sud-oest d'Europa, Balcans              |
| Lonicera tatarica L.                      |                             | Sibèria occidental                      |
| Maclura aurantiaca Nutt.                  |                             | Amèrica del nord                        |
| Mahonia aquifolium Nutt.                  | Mahonia                     | Amèrica del nord                        |
| Morus alba L.                             | Morera blanca               | Xina, Japó, Índia                       |
| Padus serotina (Ehrh.) Agardh.            |                             | Amèrica del nord                        |
| Parthenocissus quinquifolia (L.) Planch.  | Heura de Virgínia           | Amèrica del nord                        |
| Philadelphus coronarius L.                | Gessamí                     | Europa occidental                       |
| Philadelphus latifolius Schrad.           |                             |                                         |
| Philadelphus pubescens Lois.              |                             | Amèrica del nord                        |
| Physocarpus opulifolius (L.) Maxim.       |                             | Amèrica del nord                        |
| Platanus acerifolia Willd.                | Plàtan                      | (híbrid)                                |
| Populus alba L.                           | Àlber                       | Europa, Àsia                            |
| Populus balsamifera L.                    | Pollancre balsàmic          | Europa, Àsia central, Xina              |
| Populus pyramidalis Ros.                  |                             | (híbrid)                                |
| Prunus cerasifera Ehrh.                   | Prunera vermella            | (híbrid)                                |
| Ptelea trifoliata L.                      |                             | Amèrica del nord                        |
| Quercus bicolor Willd.                    | Roure blanc dels aiguamolls | Amèrica del nord                        |
| Quercus borealis Michs.                   |                             | Amèrica del nord                        |
| Quercus castaneifolia C. A. M.            |                             | Nord de l'Iran, Caucas                  |
| Quercus macranthera Fisch. et Mey.        | Roure del Caucas            | Amèrica del nord                        |
| Quercus robur f. fastigiata (Lam.) A. DC. | Roure pènol                 |                                         |
| Quercus rubra L.                          | Roure americà               | Amèrica del nord                        |
| Rhodotypos kerrioides Sieb. et Zucc.      |                             | Japó, Xina                              |
| Robinia pseudacacia L.                    | Acàcia borda                | Est d'Amèrica                           |
| Rosa rubrifolia Vill.                     |                             | Europa                                  |
| Rhus thyphina L.                          | Sumac de Virginia           | Canadà, Nord-est d'Amèrica              |
| Salix alba L.                             | Salze blanc                 | Europa, Àsia, Sibèria, Xina             |
| Sophora japonica L.                       | Acàcia del Japó             | Japó, Xina                              |
| S. j. f. pendula Loud.                    |                             | Japó, Xina                              |
| Spiraea japonica L.                       |                             | Japó, Xina                              |
| Spiraea salicifolia L.                    |                             | Europa, Amèrica del Nord, Sibèria       |
| Spiraea vanhouttei (Briot.) Zbl.          |                             | (híbrid)                                |
| Symphoricarpus albus Bl.                  |                             | Amèrica del nord                        |
| Syringa vulgaris L.                       | Lilà comú                   | Península Balcànica, Àsia Menor         |
| Tilia americana L.                        |                             | Amèrica del nord                        |
| Tilia caucasica Rupr.                     |                             | Caucas, Àsia Menor                      |
| Tilia tomentosa Moench.                   |                             | Sud-est d'Europa, Àsia Menor            |
| Zelcowa carpinifolia (Pall.) Dippel.      |                             | Caucas                                  |

## Estat de protecció
Actualment, el parc està adscrit a la categoria de monuments d'arquitectura paisatgística d'alt valor conservador, que requereix una atenció especial i mesures de protecció.
El monument d'arquitectura paisatgística va ser pres sota la protecció de l'estat l'any 1956 per una decisió del Soviet de Ministres de la República Socialista Soviètica de Moldàvia. Arran de la privatització dels béns públics l'any 1991, el parc va passar a formar part del patrimoni del Col·legi Agrícola Țaul, que estava subordinat al Ministeri d'Agricultura, el saldo del qual va ser fins al 2002, però com que estava inactiu, el Llei d'àrees protegides des de 1998 va cedir el parc a l'ajuntament del poble de Țaul. L'any 2003, el parc va ser traslladat al Sanatori Bàsic Preventiu «Constructor» del Ministeri d'Ecologia i Recursos Naturals. Com que tenien experiència en la gestió d'institucions mèdiques, els de «Constructorul» volien restaurar l'antic sanatori del parc, sobretot perquè al nord de Moldàvia no hi havia perfils, però no van rebre suport de l'Estat, per la qual cosa els projectes es van estancar. Fins al 2009 només van aconseguir perforar un pou, netejar el llac i preparar la instal·lació d'una tanca. El febrer de 2009, el dret de propietat va revertir, en part, al Jardí Botànic de Chisinau, i l'abril de 2013 parc va ser traslladat al saldo de l'ajuntament.
Des de l'any 1995, el parc no ha sofert reparacions importants. L'any 2000 es va dissenyar un projecte de restauració per un equip d'arquitectes, restauradors, constructors i dendròlegs. El 2013, el govern local en va rebre 23 milions de lei en un projecte de restauració del parc i era restaurar la mansió i arranjar les carreteres, i els especialistes de l'Acadèmia de Ciències i del Ministeri de Medi Ambient s'havien de fer càrrec dels arbres. El projecte, anomenat “Rehabilitació del monument històric-arquitectònic Pommer Mansion i la carretera d'accés al parc dendrològic des del poble de Țaul, r. Dondușeni ”, va ser dirigit per l'Agència de Desenvolupament Regional del Nord (North RDA), i els diners es van destinar del Fons Nacional per al Desenvolupament Regional (FNDR). Es van destinar milions de lei per a la primera part de les obres de restauració, que consisteixen en la restauració de la tanca, i la resta es van destinar a la segona part, entre elles 10 milions per a la reconstrucció de la mansió. El novembre de 2013 es va acabar la restauració de la tanca de 3 km al voltant del parc: 293 m de tanca metàl·lica, 2.807 m de tanca de malla de filferro i 387 m de tanca històrica, inclosa la porta central.